# 保寧縣 (霸州)
保寧縣是四川古代的一個縣份，唐天寶元年招附生羌置，屬霸州，治所在今四川理縣東北. 一說在今汶川縣境。《寰宇記》卷80霸州: 保寧縣「去州三十里. 三鄉. 在質台村.」。